# 汉斯·库施克
汉斯·库施克（德語：Hans Kuschke，1914年2月25日—2003年11月30日），德国男子赛艇运动员。他曾代表德国参加1936年夏季奥林匹克运动会赛艇比赛，获得男子八人单桨有舵手铜牌。